# Thuy
 Thuy  es una comuna y población de Francia, en la región de Mediodía-Pirineos, departamento de Altos Pirineos, en el distrito de Tarbes y cantón de Pouyastruc.
Su población en el censo de 1999 era de 14 habitantes.
Está integrada en la Communauté de communes des Coteaux de l'Arros.